# Finnische Badmintonmeisterschaft 1972
Die Finnische Badmintonmeisterschaft 1972 fand vom 12. bis zum 13. Februar 1972 in Helsinki statt.

## Finalergebnisse
| Disziplin    | Sieger                                    | Finalist                             | Ergebnis            |
| ------------ | ----------------------------------------- | ------------------------------------ | ------------------- |
| Herreneinzel | Lars-Henrik Nybergh                       | Eero Läikkö                          | 15-2, 15-11         |
| Dameneinzel  | Ann-Luisa Wiklund                         | Sylvi Jormanainen                    | 11-6, 1-11, 12-10   |
| Herrendoppel | Eero Läikkö Carl Johan Godenhjelm         | Jouko Degerth H. Kuningas            | 15-13, 12-15, 15-11 |
| Damendoppel  | Christine Dahlberg Ann Christine Damström | Ann-Luisa Wiklund Sylvi Jormanainen  | 15-7, 15-8          |
| Mixed        | Jouko Degerth Christine Dahlberg          | Mårten Segercrantz Sylvi Jormanainen | 15-9, 7-15, 15-6    |